# Guzmania confusa
Guzmania confusa är en gräsväxtart som beskrevs av Lyman Bradford Smith. Guzmania confusa ingår i släktet Guzmania och familjen Bromeliaceae.

## Underarter
Arten delas in i följande underarter:
- G. c. confusa
- G. c. foetida